# 热酸菌属
热酸菌属為热酸菌目热酸菌科的一属好氧或兼性厌氧发酵型革兰氏阴性杆菌。细胞呈细长杆状和细长丝状。在美国黄石国家公园的酸性环境(pH4~5.5，温度45~65℃)汀温泉分离到的。此属的模式种为解纤维热酸菌(Acidothermus cellulyticus)。

## 下属物种
- 解纤维热酸菌 Acidothermus cellulolyticus Mohagheghi et al. 1986